# Тадевосян, Эдвард Карапетович
Эдва́рд (Эдуард) Карапе́тович Тадевося́н (арм. Էդվարդ Թադևոսյան, род. 1 августа 1946, Ереван) — армянский государственный деятель.

## Биография
- 1965—1969 — обучался в Московском инженерно-строительном институте как инженер-строитель.
- 1969—1972 — обучался в Ереванском политехническом институте. Академический советник академии наук Армении.
- 1973—1976 — главный инженер, командир областного отряда в Кокчетавском областном стройотряде Казахской ССР.
- 1976—1989 — инструктор Шаумяновского райкома партии.
- Производственное строительно-монтажное объединение «Ереванстрой» — секретарь парткома".
- ЦК КП Армении — заведующий сектором.
- Ереванский горком партии — заведующий отделом строительства и городского хозяйства.
- 1989—1991 — председатель исполкома районного совета 26-и комиссаров (Ереван).
- 1991—1998 — коммерческий директор советско-югославского СП «Совюгинстрой».
- 1998—1999 — руководитель аппарата правительства Армении[1].
- 1999—2000 — заместитель председателя правления «Закнефтегазстрой-Прометей» (Москва).
- 2000—2001 — главный советник министра транспорта и связи Армении.
- 2001—2003 — глава представительства министерства транспорта и связи Армении в России и странах СНГ (Москва).
- 2003—2004 — генеральный директор ЗАО «Согласие Стройинвест» (Москва).
- С 2004 — специальный представитель премьер-министра Армении в России (Москва).

## Награды
- Медаль «За освоение целинных земель» (Казахская ССР)